# 夏普比率
夏普比率（英語：Sharpe ratio），或稱夏普指数（Sharpe index）、夏普值，在金融领域衡量的是一项投资（例如证券或投资组合）在对其调整风险后，相对于无风险资产的表现。它的定义是投资收益与无风险收益之差的期望值，再除以投资標準差（即其波动性）。它代表投资者额外承受的每一单位风险所获得的额外收益。
夏普比率这个名字来自于1966年提出它的威廉·F·夏普。

## 定义
夏普比率在其原作者威廉·夏普在1994年修订之后， 事前夏普比率定义为：
{\displaystyle S_{a}={\frac {E[R_{a}-R_{b}]}{\sigma _{a}}}={\frac {E[R_{a}-R_{b}]}{\sqrt {\mathrm {var} [R_{a}-R_{b}]}}},}
其中 {\displaystyle R_{a}} 是资产收益，{\displaystyle R_{b}} 是无风险收益（如美国国库证券）。{\displaystyle E[R_{a}-R_{b}]} 是资产收益超出基准收益的期望值，而 {\displaystyle {\sigma _{a}}} 是资产收益超额的標準差。
事后夏普比率使用与上面的公式相同的公式，但是以资产和基准的实际回报率而不是预期回报率计算——见下面的第二个例子。
資訊比率与夏普比率相似，主要区别在于夏普比率使用无风险收益作为基准，而信息比率使用风险指数作为基准（如标准普尔500指数）。

## 在金融中的用处
夏普比率描述了资产收益对投资者所承担风险的补偿程度。当以一个相同基准来比较两种资产之时，夏普比率较高的资产在相同风险下收益更好；或者说，如果收益相同的话，夏普比率较高的资产风险较低。但是，像其他任何数学模型一样，它依赖于数据的正确性。龐氏騙局经过长期的操作，根据公开的收益是能得出很高的夏普比率，但计算公式填入的输入是有问题的。在用平滑收益率来评估资产（如“共享利润”基金）的投资表现时，夏普比率应根据相关资产的表现而非基金的收益率来计算。
夏普比率、崔納指標和詹森阿尔法常常被用来对投资组合或共同基金经理的业绩进行排名。
在1976年到2011年期间，波克夏·哈薩威公司的夏普比率为0.76，高于任何其他股票或有超过30年历史的共同基金。同期股票市场的夏普比率为0.39。

## 检验
已经有几种夏普比率的统计检验方法，分别是Jobson & Korkie，Gibbons、Ross & Shanken提出的。

## 历史
1952年，Arthur D. Roy建议最大化 (m-d)/σ 这个比率，其中 m 是预期总收益，d 是某种“灾难水平”（也就是最低可接受收益，或MAR），σ 是收益的标准差。 这个比率名為羅伊獲利保本指數，跟夏普比率的分別在於分子中使用可接受的最低收益率而不是无风险收益率，在分母中使用收益标准差而不是超额收益标准差。Roy的比率与索提诺比率也有关联——索提诺比率在分子中使用MAR，但在分母中用了另一个标准差（下行偏差）。
1966年， 威廉·F·夏普提出了现在所知的夏普比率。 夏普最初称之为“收益-波动”比率，后来学者和金融经营者将其称为夏普比率。定义为：
{\displaystyle S={\frac {E[R-R_{f}]}{\sqrt {\mathrm {var} [R]}}}.}
夏普在1994年的修订中承认比较的基础应该是适用的基准，该基准会随着时间而变化。修订之后，定义为：
{\displaystyle S={\frac {E[R-R_{b}]}{\sqrt {\mathrm {var} [R-R_{b}]}}}.}
注意，如果 Rf 在整个期间是一个恒定的无风险收益，則：
{\displaystyle {\sqrt {\mathrm {var} [R-R_{f}]}}={\sqrt {\mathrm {var} [R]}}.}
最近，（原始的）夏普比率在市场下跌的评估期间经常被质疑是否适合作为基金绩效指标。

## 例子
例1
假设资产的预期收益率超过无风险利率15%，但未知资产是否会获得此回报；假设评估资产的风险（定义为资产超额收益的标准偏差）为10%。无风险收益是常数，那么夏普比率（使用旧的定义）将是 {\displaystyle {\frac {R_{a}-R_{f}}{\sigma _{a}}}={\frac {0.15}{0.10}}=1.5}
例2
本例有关基于现代定义计算更常用的事后夏普比率（即使用已实现收益，而不是预期收益）。请考虑以下表格中的每周收益。
| 日期      | 资产收益   | 标普500总收益率 | 超额收益   |
| --------- | ---------- | --------------- | ---------- |
| 7/6/2012  | -0.0050000 | -0.0048419      | -0.0001581 |
| 7/13/2012 | 0.0010000  | 0.0017234       | -0.0007234 |
| 7/20/2012 | 0.0050000  | 0.0046110       | 0.0003890  |

假设该资产类似于美国大盘股票基金，理论上以标准普尔500指数为基准。超额收益的平均值为-0.0001642，（样本）标准偏差为0.0005562248，因此夏普比率为-0.0001642/0.0005562248或-0.2951444。
例3
假设目前投资一个预期回报率为12%，波动率为10%的投资组合。无风险利率是5%。夏普比率就是：{\displaystyle {\frac {0.12-0.05}{0.1}}=0.7}

## 优点和缺点
夏普比率为负意味着该投资组合的表现低于基准。在其他条件相同的情况下，投资者希望通过增加回报率和减少波动性来增加夏普比率。然而，无论是提高收益率（好事）还是增加波动性（坏事），夏普比率的负值都可以接近于零。因此，对于负收益，夏普比率并不是一种特别有用的分析工具。
夏普比率其中一個主要問題是，它依赖于「风险等於波动性」和「波动性是壞事」的前設。「波动性是壞事」是過於簡化的概念；越是减少波动性，就越不可能获得更高的回报。此外，夏普比率面临的更大问题是，它对待所有波动都是一样的。例如这个比率惩罚了具有上升波动性（即高正回报）的投资策略，因而得出跟其他风险调整比率相反的結論。夏普比率的主要优点是，它可以直接从观察到的任何一系列回报中计算出来，而不需要关于盈利来源的额外信息。最近文献中引入了其他比率，如乖離率，以处理观察到的波动率可能无法很好地替代观察到的回报率时间序列中固有风险的情况。
虽然特雷诺比率只适用于投资组合的系統性風險，但夏普比率同时观察系统风险和特殊风险。
只要收益是正态分布的，所测量的收益可以是任何频率（即每日、每周、每月或每年），因为收益总是可以按年计算。这就是该比率的潜在弱点——并非所有资产收益都是正态分布的。分布上存在峰度、肥尾、高峰或偏度时，标准差的有效性会不一样，于是夏普比率就会产生问题。有时候，当收益率不是正态分布的时候，使用这个公式是非常危险的。
Bailey和López de Prado（2012）表明，对于投資记录較短的对冲基金来说，夏普比率往往被夸大了。这些作者提出了夏普比率的概率版本，以對應收益分布的不对称性和肥尾效应。关于基于夏普比率选择投资经理的问题，这些作者提出了「夏普比率无差异曲线」。 这条曲线说明，只要選擇多於一名投资经理，且選擇的多名投资经理相关性足够低，聘用夏普比率较低甚至为负的投资经理仍是有效率的。
因为这是一个无量纲比率，外行很难理解不同投资的夏普比率，容易引起如「夏普比率为0.5的投资比夏普比率为 -0.2的投资好多少？」等疑問。Modigliani风险调整绩效指标有效地解决了这一弱点，该指标以回报率为单位，几乎所有投资者都能普遍理解。在某些情况下，凯利准则可用于将夏普比率转换为收益率。（凯利准则给出了理想的投资规模，当调整的时期和预期收益率的单位，给出了收益率。）
夏普比率估计量的准确性取决于收益率的统计特性，而这些特性在不同的策略、投资组合中，以及随着时间推移可能有很大的不同。

## 延伸阅读
- Bacon Practical Portfolio Performance Measurement and Attribution 2nd Ed: Wiley, 2008. ISBN 978-0-470-05928-9
- Bruce J. Feibel. Investment Performance Measurement. New York: Wiley, 2003. ISBN 0-471-26849-6